# CB Los Santos
Uniformes
Le CB Los Santos est un club panaméen de baseball évoluant en Ligue du Panama.
Basé à Las Tablas (Los Santos), le CB Los Santos évolue à domicile à l'Estadio Olmedo Sole, enceinte de 3 450 places. Un nouveau stade de 15 000 places devrait être utilisé à partir de 2013. Fondé en 1944, le club compte cinq titres de champion national entre 1974 et 2009.

## Palmarès
- Champion du Panamá (6) : 1974, 1976, 1995, 2008, 2009, 2011.

## Histoire
Fondé en 1944, Los Santos présente une équipe jointe avec celle d'Herrera lors du premier championnat du Panamá.
En 1990, Los Santos affronte Herrera en finale, mais cette dernière ne livre pas de vainqueur en raison d'incidents violents en tribunes entre les fans des deux équipes lors du cinquième et dernier match de la série finale joué à Las Tablas,. Le public de l'Estadio Olmedo Sole est en effet parfois violent et l'enceinte est régulièrement suspendue.
Champion national en 1974, 1976 et 1995, Los Santos remporte deux nouveaux championnats en 2008 et 2009. Face à Veraguas en 2008, Los Santos enlève le titre le 1er mai avec quatre victoires pour deux défaites en série finale. En 2009, le titre est acquis le 14 mai après une série finale en sept matches face au CB Panamá Metro.
En 2010, Los Santos est éliminé en poules quarts de finale.